# Jean Verdier (médecin)
Pour les articles homonymes, voir Jean Verdier.
Jean Verdier né le 27 avril 1735 à La Ferté-Bernard située dans le département de la Sarthe et mort le 6 juin 1820 à Paris. Jean Verdier est un médecin et un avocat. Il a publié de nombreux ouvrages de médecine, d’éducation, de législation, de philosophie et de grammaire.

## Biographie
Jean Verdier fait ses études à l'Oratoire du Mans et devient en 1756 Maître es Arts à l’Université de Paris.
Il est avocat au Parlement de Paris.
En 1764, il devient agrégé honoraire à la Faculté de Médecine de Pont à Mousson.
Il sera Médecin du roi Stanilas Leszczynski, Duc de Lorraine. 
En 1773, il ouvre à Paris la pension Verdier, collège, maison de santé, pension de famille pour enfants retardés. Il y applique son propre système d’éducation.
Jean Verdier eut pour élève Talma qui à 9 ans le jour des prix déclama "Tamerlan", tragédie composée par Verdier.
Il collabore à l'Encyclopédie.
En 1792 il devient Membre du Conseil Général de la commune de Paris (1792).
Il monte la garde au Temple et s'entretient longuement avec Louis XVI. 
Il est médecin des indigents en 1800, puis enseigne la médecine légale à l'Académie  de Législation.
Au camp de Boulogne, en 1804, invente une chaloupe insubmersible en toile imperméable qui, une fois renversée, peut servir de tente, invention à laquelle l'administration se déclara favorable. Il invente également mais sans succès, un vêtement natatoire pour combats sur terre et rivage et pour sentinelles en cas de pluie.